# لاپین‌یروی
لاپین‌یَرْوی (به فنلاندی: Lapinjärvi) یک منطقهٔ مسکونی در فنلاند است که در اوسیما واقع شده‌است.